# Mårbacka
Mårbacka est un manoir en Suède, situé à Sunne, une commune du comté de Värmland. 
Il est célèbre pour avoir été l’habitation de l’écrivaine suédoise Selma Lagerlöf.

## Histoire
Le domaine était autour de 1720 la propriété de l’assistant vicaire Olof Morell ; il hérite par deux fois à ses successeurs à la charge. L’édifice est bâti en 1793. Construit en bois peint dans des tons rouges, il compte quatre chambres et une cuisine, et deux pièces dans les combles.
En 1801, le domaine devient propriété de la famille Lagerlöf. À la mort du lieutenant Erik Gustaf Lagerlöf en 1885, son fils Johan — frère de Selma Lagerlöf — échoue à en faire un domaine agricole ; il déménage aux États-Unis, et le manoir quitte la famille en 1889.
Selma Lagerlöf rachète l’édifice principal en 1907, puis le reste du domaine en 1910, avec l’argent récompensant son prix Nobel de littérature reçu en 1909. Elle y lance sa propre exploitation agricole, tentant de concrétiser les idées de l’époque en offrant la pension et l’assurance vie aux employés.

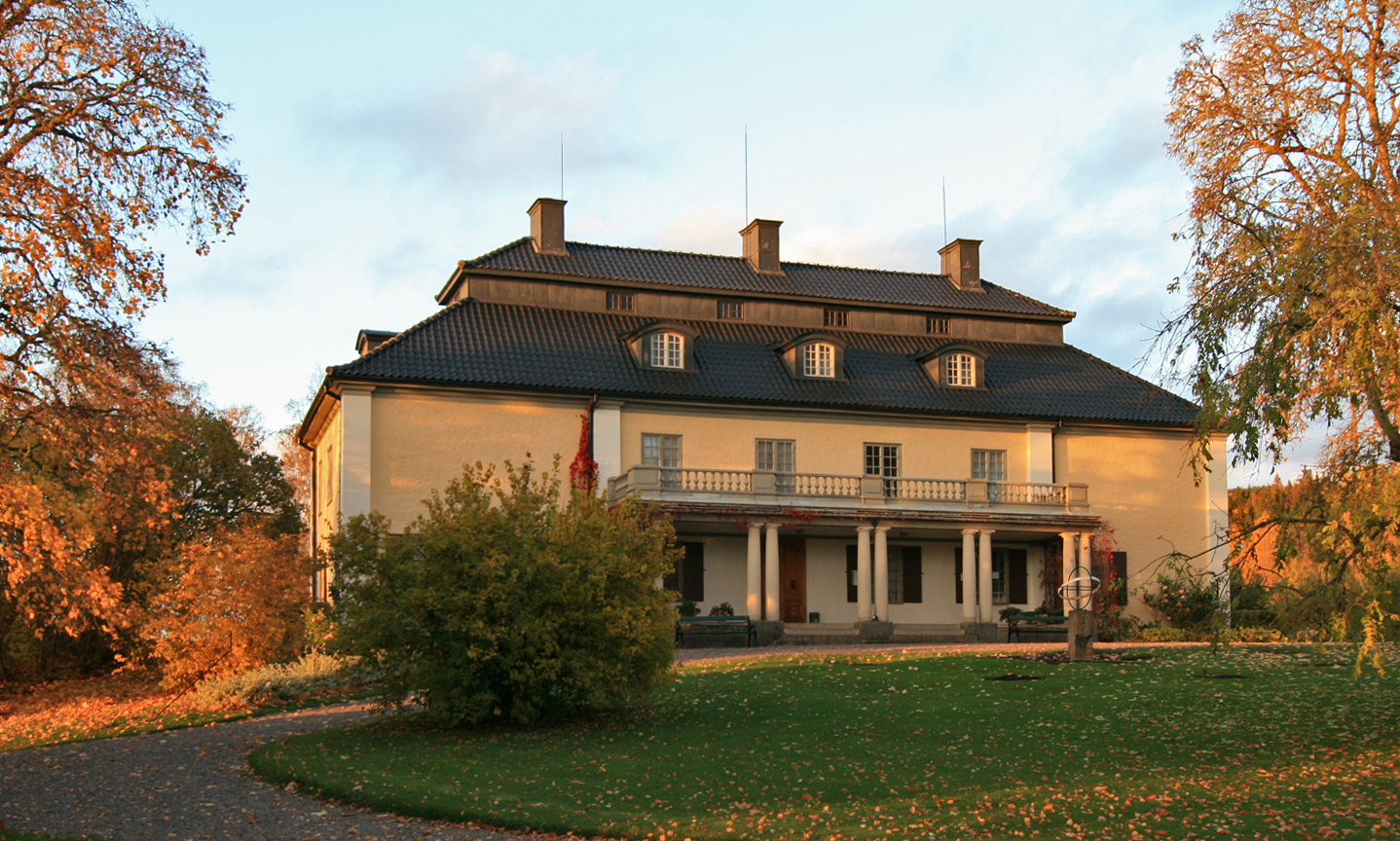
Vue du manoir

L’édifice est modifié en 1921–1923 par l'architecte suédois Isak Gustaf Clason : le bâtiment est étendu vers l’est, et un étage et un grenier sont ajoutés. L’autrice écrit à cette même période l’ouvrage autobiographique Mårbacka.
Selma Lagerlöf demande dans son testament à ouvrir le manoir au public et à le conserver en l’état à sa mort ; des aménagements ont été réalisés à cette fin dans les annexes, et une exposition présentant sa vie et ses écrits a été montée dans la grange.